# 正岡寛司
正岡 寛司（まさおか かんじ、1935年 - ）は、日本の家族社会学者。早稲田大学名誉教授。

## 来歴
広島市生まれ。1967年早稲田大学大学院文学研究科社会学専攻博士課程単位取得満期退学（指導教授:喜多野清一）。早稲田大学文学部教授、2006年定年退職、名誉教授。日本家族社会学会会長を務めた。

## 著書
- 家族 その社会史的変遷と将来 学文社 1981.4 (現代社会研究叢書)
- 家族過程論 現代家族のダイナミックス 放送大学 1995.3

## 共編著
- 現代家族論 社会学からのアプローチ 望月嵩共編 有斐閣 1988.7
- 近代社会と人生経験 嶋崎尚子共著 放送大学 1999.3

## 翻訳
- コミュニティ論批判 J.バーナード 監訳 早稲田大学出版部 1978.12
- 家族動態の理論 C.C.ハリス 藤見純子共訳 未来社 1978.4
- 家族時間と産業時間 タマラ・K.ハレーブン 監訳 早稲田大学出版部 1990.8
- 家族発達のダイナミックス 理論構築に向けて James M.White 共訳 ミネルヴァ書房 1996.5 (シリーズ・現代社会と家族)
- マクドナルド化する社会 ジョージ・リッツア 監訳 早稲田大学出版部 1999.5
- マクドナルド化の世界 そのテーマは何か? ジョージ・リッツア 監訳 早稲田大学出版部 2001.5
- ライフコース研究の方法 グレン・H.エルダー,ジャネット・Z.ジール編著 藤見純子共訳 明石書店 2003.10
- 感情の起源 自律と連帯の緊張関係 ジョナサン・H・ターナー 明石書店 2007.2 (感情の社会学 1)
- マクドナルド化した社会 果てしなき合理化のゆくえ ジョージ・リッツア 早稲田大学出版部 2008.10
- 社会という檻 人間性と社会進化 アレクサンドラ・マリヤンスキー,ジョナサン・H.ターナー 明石書店 2009.6 (ジョナサン・ターナー感情の社会学 2)